# Erik-Jan de Rooij
Erik-Jan de Rooij (Haarlem, 30 maart 1965) is een voormalig Nederlands hockeyer.
Hij kwam als doelman uit voor HC Bloemendaal. Een hoogtepunt aan het begin van zijn clubcarrière was het jaar 1987. Daarin haalde zijn club de finale van de Europacup I tegen Atlètic Terrassa. In de finale, bij een gelijke stand van 2-2, bracht trainer Roelant Oltmans reservekeeper De Rooij in de ploeg. Deze stopte vervolgens twee strafballen, waardoor Bloemendaal voor het eerst de Europacup I won.
In 1994 verdedigde hij vijfmaal het doel van de Nederlandse hockeyploeg. Viermaal werd gewonnen en eenmaal gelijkgespeeld. Na het WK van dat jaar in Australië zette hij een punt achter zijn hockey-carrière. Het jaar daarna reed De Rooij mee in de Camel Trophy Mundo Maya, een destijds bekende nature rally.